# ジョナス・グレイ
ジョナス・グレイ（Jonas Gray、1990年6月27日 - ）は、アメリカンフットボール選手。現在フリーエージェント。ポジションはランニングバック (RB) 。大学時代はノートルダム大学でプレイしていた。2012年、ドラフトで指名されなかったグレイはマイアミ・ドルフィンズとフリーエージェント契約し、その後2013年にボルチモア・レイブンズに練習生として所属した。

## 経歴

### プロ入り前
グレイはミシガン州ポンティアック出身で、高校はミシガン州オークランド郡のデトロイト・カントリー・デイ・スクールに通っていた。
2008年から2011年までノートルダム大学に所属し、1年次から3年次までは、アーマンド・アレン、ロバート・ヒューズ、シエル・ウッドの控えとしてプレーした。4年次にはウッドとプレータイムを分け合い、114回のランで791ヤード（平均6.9ヤード）、12TDをあげた。ボストンカレッジとの試合でACLを断裂した。

### プロ入り後
2012年、マイアミ・ドルフィンズとドラフト外フリーエージェントで契約を結んだ。PUPリストに入れられて、膝のリハビリに励んだ。
2013年8月31日のファイナルロースターカットでドルフィンズから解雇された。9月2日、ボルチモア・レイブンズとプラクティス・スクワッド契約を結んだ。
2014年1月10日、ニューイングランド・ペイトリオッツとフューチャー契約を結んだ。
2014年11月16日、NFLデビュー4試合目の出場となった第11週のインディアナポリス・コルツ戦で201ヤードを走り、チーム記録となる4TDをあげて、42-20の勝利に貢献した。NFL入り後、TDをあげたことのない選手が1試合で4TDをあげるのは、1921年以来のことであった。しかし同月20日にペイトリオッツがレガレット・ブラントを獲得したこと、グレイが21日の練習に遅刻したことを理由として、ビル・ベリチックヘッドコーチは、11月23日の第12週、デトロイト・ライオンズ戦では彼を試合に出場させなかった。第13週のグリーンベイ・パッカーズ戦では、1回のランで4ヤードを獲得したのみであった。チームはこの年、第49回スーパーボウルを制したが、グレイはプレーオフ3試合全てでインアクティブとされた。この年彼は89回のランで412ヤード、5TDをあげた。
2015年9月5日、ペイトリオッツから解雇された。9月9日、マイアミ・ドルフィンズとプラクティス・スクワッド契約を結んだ。9月11日、アクティブロースターに昇格したが、9月14日にウェイバーされ、その2日後に再度ドルフィンズのプラクティス・スクワッドの一員となった。9月22日にアクティブロースターに昇格したが、11月10日にドルフィンズから解雇され、翌日プラクティス・スクワッドに加わった。12月15日、ジャクソンビル・ジャガーズと契約を結んだ。